# メゾン・ブランシュ駅
メゾン・ブランシュ駅 (メゾン・ブランシュえき、仏：Maison Blanche) は、フランス・パリの13区にあるメトロ7号線 (地下鉄) の駅。7号線は、この駅から2つに分岐する。

## 概要
メゾン・ブランシュ駅は、パリの地下鉄メトロ7号線の駅。パリ中心部から進んだ7号線は、この駅から2方向に分岐し、南のヴィルジュイフ＝ルイ・アラゴン駅方面と東のメリー・ディヴリー駅方面へ向かう。パリ南部にある13区南部に位置しており、イタリア大通り沿いにある。
1930年3月7日、10号線の駅として開業した（のちに7号線に移管）。駅名は、駅が存在する地区（カルチェ）の名前「メゾン＝ブランシュ」にちなんで名付けられた。

## 駅周辺
- トゥール・シュペール＝イタリー （Tour Super-Italie） - 駅の近くにある超高層ビル（高さ112m、39階建て） [1]。
- ムーラン・ド・ラ・ポワント庭園 （Jardin du Moulin de la Pointe）

## 隣の駅
パリメトロ
7号線
この駅から、南方への分岐線と東方への分岐線の2つに分かれる。
南方への分岐線 : トルビアック駅 （Tolbiac） - メゾン・ブランシュ駅 - ル・クレムラン＝ビセートル駅 （Le Kremlin-Bicêtre）
東方への分岐線 : トルビアック駅 （Tolbiac） - メゾン・ブランシュ駅 – ポルト・ディタリー駅 （Porte d'Italie）